# Carlos Wizard
Carlos Roberto Martins (Curitiba, 19 de setembro de 1956) é um empresário, executivo e escritor brasileiro. É conhecido por ser o fundador da Wizard, maior rede de ensino de idiomas do Brasil, vendida para a britânica Pearson por 2 bilhões de reais, na maior negociação da história do setor de educação privada já realizada no país. Em 2021, por fazer apologia à medicamentos de eficácia não comprovada contra o vírus da COVID-19 e por suspeita de envolvimento, foi investigado na CPI da COVID na participação em um "gabinete paralelo" de influência política com junto com outros empresários, políticos e o presidente Jair Bolsonaro.

## Juventude e estudos
Nascido em Curitiba, seu pai era motorista de caminhão e sua mãe, costureira. Aos seus 12 anos, seus pais tornam-se membros, da Igreja de Jesus Cristo dos Santos dos Últimos Dias. Então, a partir de contatos e aulas de inglês com os missionários norte-americanos da igreja, aprendeu inglês.
Aos 17 anos viajou aos Estados Unidos para morar e aprender inglês. Aos 19 anos, serviu em uma missão religiosa para a Igreja de Jesus Cristo em Portugal, ficando dois anos na Europa fazendo trabalhos voluntários e humanitários. Dois anos depois, aos 21, retornou ao Brasil, com o objetivo de formar uma família e buscar uma formação acadêmica em nível superior.
Martins conseguiu uma vaga na Universidade Brigham Young (BYU), vinculada à igreja, onde conviveu com pessoas que, em poucas semanas de aulas, eram capazes de se expressar com fluência em um segundo idioma. A partir disso, concluiu que não eram necessários meses ou anos para que um adulto aprendesse uma língua, mas sim algumas semanas.
Ao término da faculdade, formou-se em ciência da computação e estatística pela BYU, e estagiou por um ano em Cincinnati, Ohio, na Champion International, empresa de papel e celulose. Depois foi transferido para a filial brasileira, em Mogi Guaçu, no estado de São Paulo.

## Carreira

### Rede de idiomas Wizard
Para complementar o salário mensal da família, Carlos passou a dar aulas de inglês à noite após o expediente, na sala de sua casa. Com metodologia de ensino focada na conversação, conquistou alunos e abriu uma escola. Posteriormente, transformou a escola em uma rede de idiomas através do sistema de franquias. Em dezembro de 2013, vendeu a sua participação no Grupo Multi Holding à transnacional Pearson PLC por cerca de R$2 bilhões (US$719,6 milhões), tornando-se um bilionário. Portanto, desde 2014, Carlos Martins não atua mais como proprietário da Wizard.
Apesar de continuar usando a palavra “Wizard” em seu nome, hoje o empresário Carlos Martins é concorrente da marca. Em 2017, três anos depois de vender a Wizard para a Pearson, ele tornou-se sócio de outra rede de escolas de inglês, a Wise Up, inclusive, por vezes, passando a associar o seu nome a nova rede de escolas da qual é sócio atualmente.

### Novos empreendimentos
Em 2014, voltou ao mundo dos negócios, e adquire a rede Mundo Verde, empresa do segmento de produtos Naturais, Orgânicos e Bem-Estar.
Em 2016, anunciou a abertura da rede de fast-food californiana Taco Bell, com cardápio inspirado na culinária mexicana, juntamente com seus filhos Lincoln e Charles Martins. Como máster franqueado da rede no país, o grupo Sforza abriu a primeira unidade em setembro de 2016, em São Paulo, e seguiu em expansão acelerada pela capital e pelas principais cidades do interior. Em outubro de 2018, a rede desembarcou no Rio de Janeiro, onde conta com cinco unidades nos principais shopping centers.
Com foco inicial em lojas próprias, em 2019 a expansão entrou no formato de franchising. Atualmente, a rede possui mais de 35 unidades no país. A Taco Bell, fundada em 1962, possui cerca de 7 mil lojas, sendo 6,5 mil nos EUA.
Em 2017, Carlos Martins comprou 35% da Wise Up, rede de escolas de idiomas de Flávio Augusto da Silva. O Grupo Sforza também é dono das marcas KFC, Pizza Hut, Rainha e Topper, além da rede de alimentação Mundo Verde, a Ronaldo Academy, em parceria com o ex-jogador Ronaldo, a rede de idiomas Wise Up, e outras empresas da área logística e de esportes.
Em 2023, adquiriu 50% da Enjoy, uma rede de idiomas para crianças e pré-adolescentes.

### Projetos sociais
Em 2018, Carlos Martins encampou um novo projeto: o Brasil do Bem. Com a esposa Vânia, embarcou rumo ao estado de Roraima com o propósito de oferecer um recomeço para os venezuelanos que chegaram ao Brasil em busca de socorro, fugindo da situação caótica do seu país.
Usando metodologias do mundo empresarial, Carlos mobilizou lideranças da sociedade civil para, juntos, criarem oportunidades para os imigrantes em cidades no interior do Brasil, oferecendo emprego e moradia. Foram quase dois anos de trabalho, e mais de 12 mil venezuelanos atendidos. Com o fechamento das fronteiras em decorrência da epidemia do COVID-19, Carlos voltou temporariamente para São Paulo, dedicando boa parte do seu tempo às causas sociais.

## Atuação na pandemia da COVID-19 no Brasil
Em 2020, Carlos Martins se filiou ao Partido da Social Democracia Brasileira a convite do governador João Doria e foi considerado para ser o candidato do partido nas eleições municipais de Campinas. Recusou, preferindo aliar-se ao governo de Jair Bolsonaro, no cargo de Secretário de Ciência, Tecnologia e Inovação do Ministério da Saúde, devido a sua formação em Ciência da Computação e Estatística pela BYU.
Entrou em uma polêmica ao sugerir que o Ministério da Saúde deveria revisar dados e recontar mortos pela COVID-19. Na mesma semana informou seu afastamento da política, pedindo desculpas às famílias que se sentiram ofendidas. Em maio de 2021, foi aprovada sua convocação como testemunha pela CPI da COVID-19, que investiga possíveis crimes cometidos pelo governo durante a gestão da pandemia no Brasil. A justificativa para a convocação é que o empresário faria parte de um "ministério paralelo" da saúde. Após não comparecer à Comissão Parlamentar de Inquérito, em 17 de junho, o presidente desta pediu e condução coercitiva de Carlos Martins e a apreensão do seu passaporte, o que foi determinado pela Justiça.
Em 30 de junho, Carlos compareceu à CPI da COVID na condição de investigado. Após discursar, citando versículos bíblicos e dizendo que não participara de nenhum gabinete paralelo de aconselhamento ao presidente Bolsonaro, o empresário decidiu ficar em silêncio (repetindo constantemente a frase "me reservo ao direito de permanecer em silêncio" como resposta às perguntas), apoiado em um habeas corpus concedido pelo ministro Luís Roberto Barroso, apesar de ter se encorajado a quebrar o decoro da CPI fazendo propaganda de seu próprio livro sobre causas humanitárias em plena sessão. Todavia, o relator da CPI, Renan Calheiros, apresentou vídeos em que o empresário afirma o apoio ao uso do tratamento precoce, e afirmou que ele teria contribuído, assim, para a disseminação de informações erradas sobre a Covid-19, o que teria levado mais de meio milhão de brasileiros a óbito.

## Trajetória como autor
Em 2009 lançou o livro Desperte o milionário que há em você (Editora Gente).
Em 2013, foi publicada sua biografia Carlos Wizard: Sonhos não têm limites (Editora Gente), escrita pelo romancista Ignácio de Loyola Brandão.
Em 2017 lançou Do zero ao milhão - como transformar seu sonho em um negócio milionário (Buzz Editora).
Em 2020, lançou o livro Meu maior Empreendimento, onde conta a sua trajetória com o projeto Brasil do Bem.

## Livros
- Vencendo A Própria Crise (2002)
- O Desejo de Vencer (2010)
- Como Sonhar e Realizar Seus Sonhos (2010)
- 100 Pensamentos - Motivação, Liderança e Sucesso (2010)
- 100 Pensamentos - Motivação, Liderança e Sucesso - Vol 2 (2010)
- Meu Presente Mais Valioso (2012)
- Desperte o Milionário Que Há Em Você (2012)
- Do Zero ao Milhão (2017)
- Meu maior Empreendimento (2020)